# Вільям Джон Свенсон
Вільям Джон Свенсон (англ. William John Swainson; 1789–1855) — британський зоолог, орнітолог, малаколог, ентомолог та автор ілюстрацій про тварин.

## Біографія
Народився в сім'ї англійського натураліста Джона Тімоті Свенсона, члена Ліннеївського товариства. Вільям Джон зацікавився біологією з дитинства. Його призвали в армію і відправили на Сицилію, однак через проблеми зі здоров'ям йому довелося повернутися.
У 1816—1818 роках Свенсон подорожував по Бразилії. Повернувшись до Англії, він привіз колекцію з більш ніж 20 000 комах, 1 200 рослин, малюнків 120 риб і приблизно 760 птахів. У 1820—1823 роках написав книгу «Zoological Illustrations» з використанням літографії за порадою його друга Вільяма Елфорда Ліча. Другим значним твором став другий том "Fauna Boreali-American " (1831), який він написав з Джоном Річардсоном. Він випустив також другу серію «Zoological Illustrations» (1832—1833), 3 томи «Naturalist's Library» і 11 томів «Cabinet Cyclopedia».
У 1841 році він переїхав до Нової Зеландії, щоб стати фермером, проте, зазнав невдачі через конкуренцію з місцевими маорі. У 1851 році вирушив до Сіднея, щоб обійняти посаду експерта з ботаніки уряду штату Вікторія. Йому це також не вдалося через брак знань з ботаніки. Повернувся в 1854 році до Нової Зеландії, де й помер наступного року.

## Ілюстрації
Деякі малюкни Свенсона:

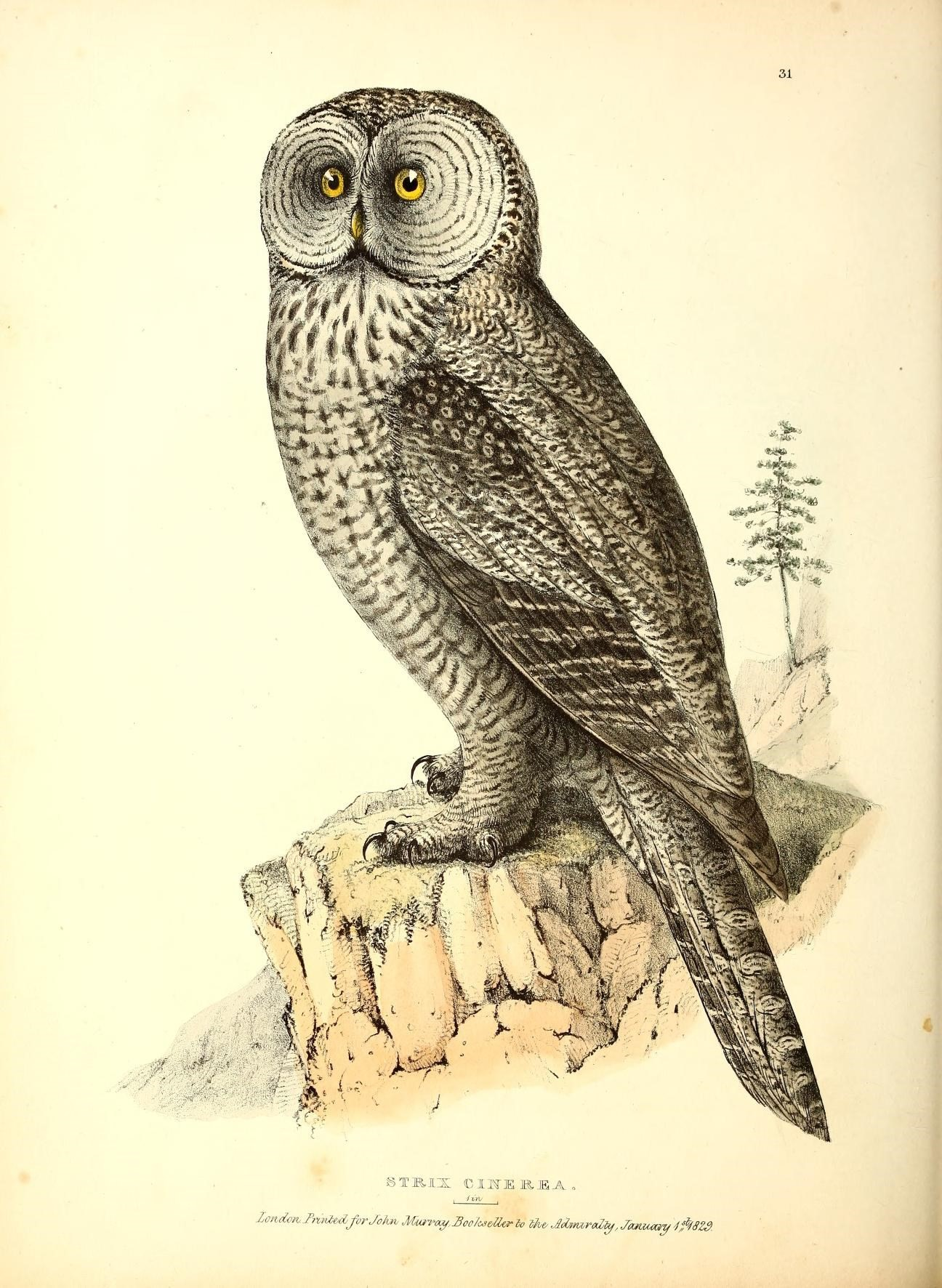
Strix cinerea
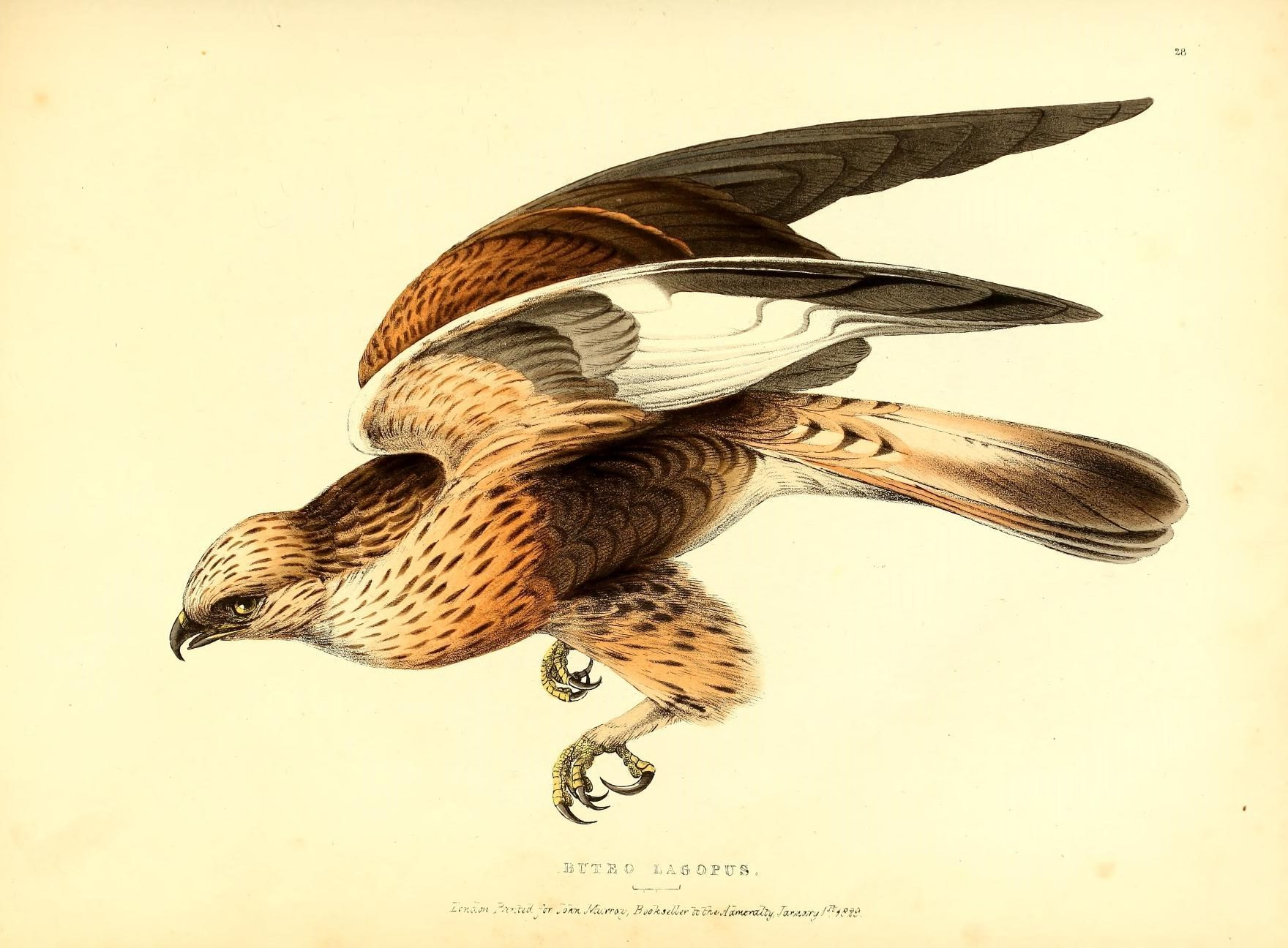
Buteo lagopus
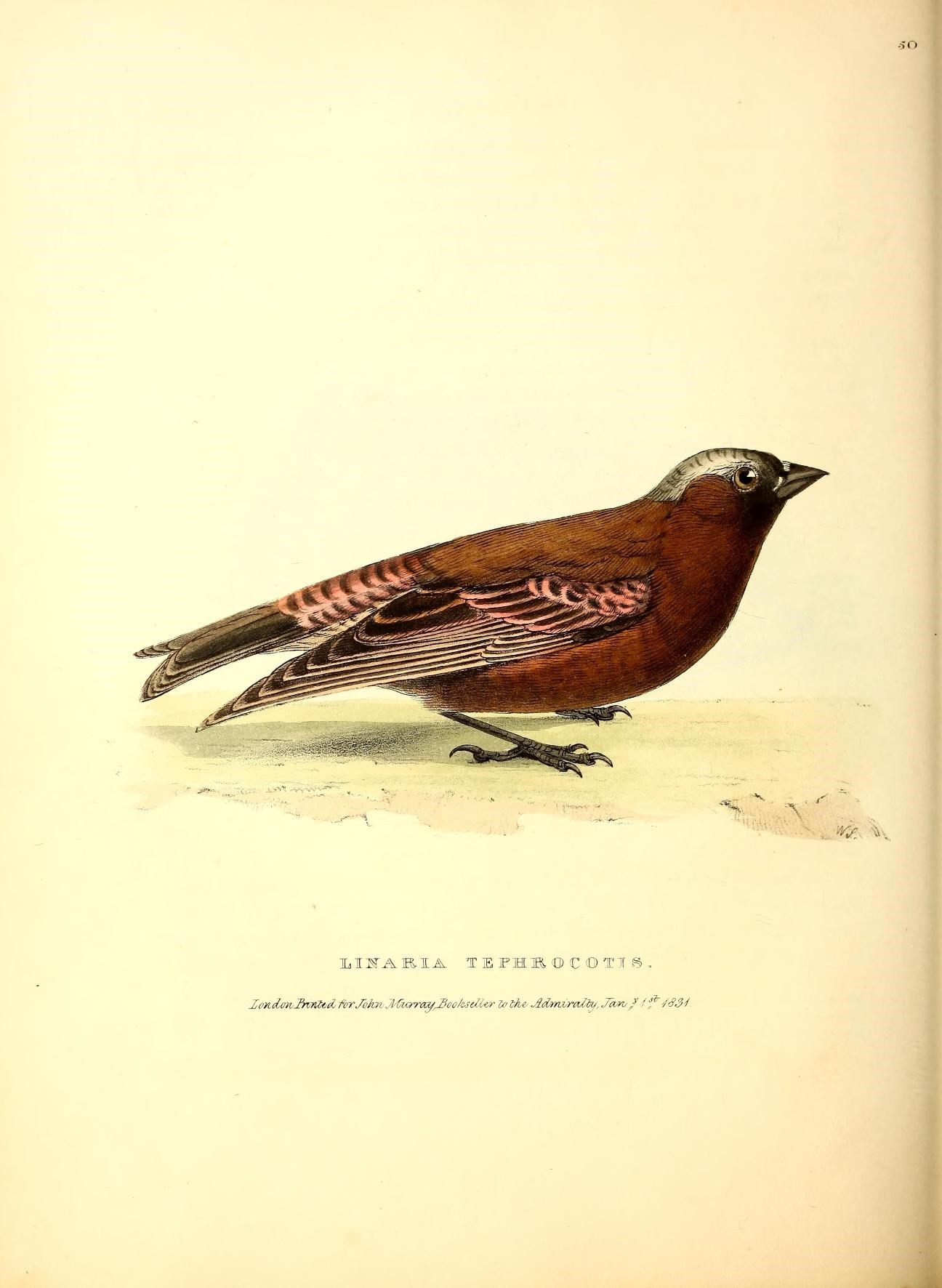
Linaria tephrocotis
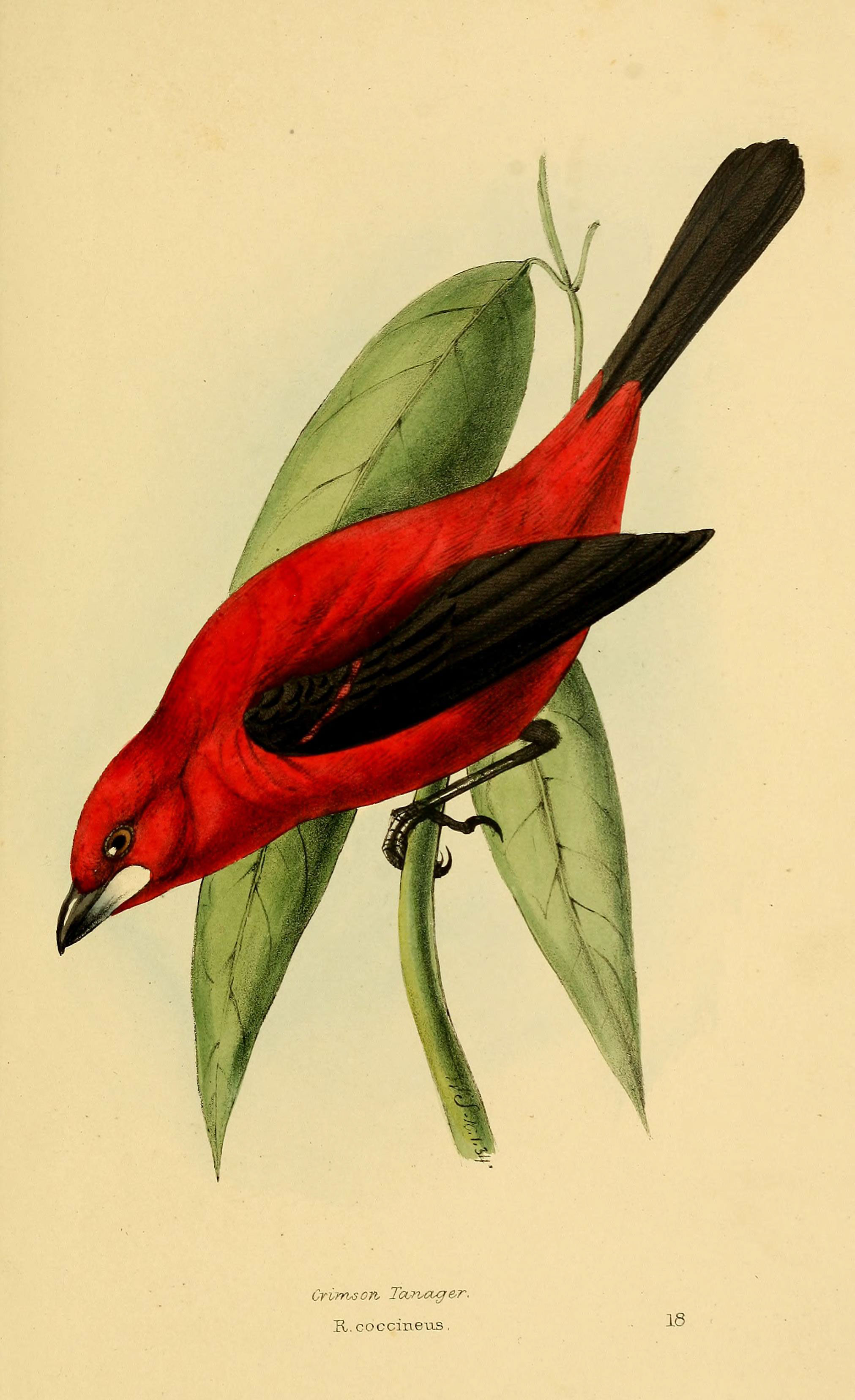
Ramphocelus bresilius
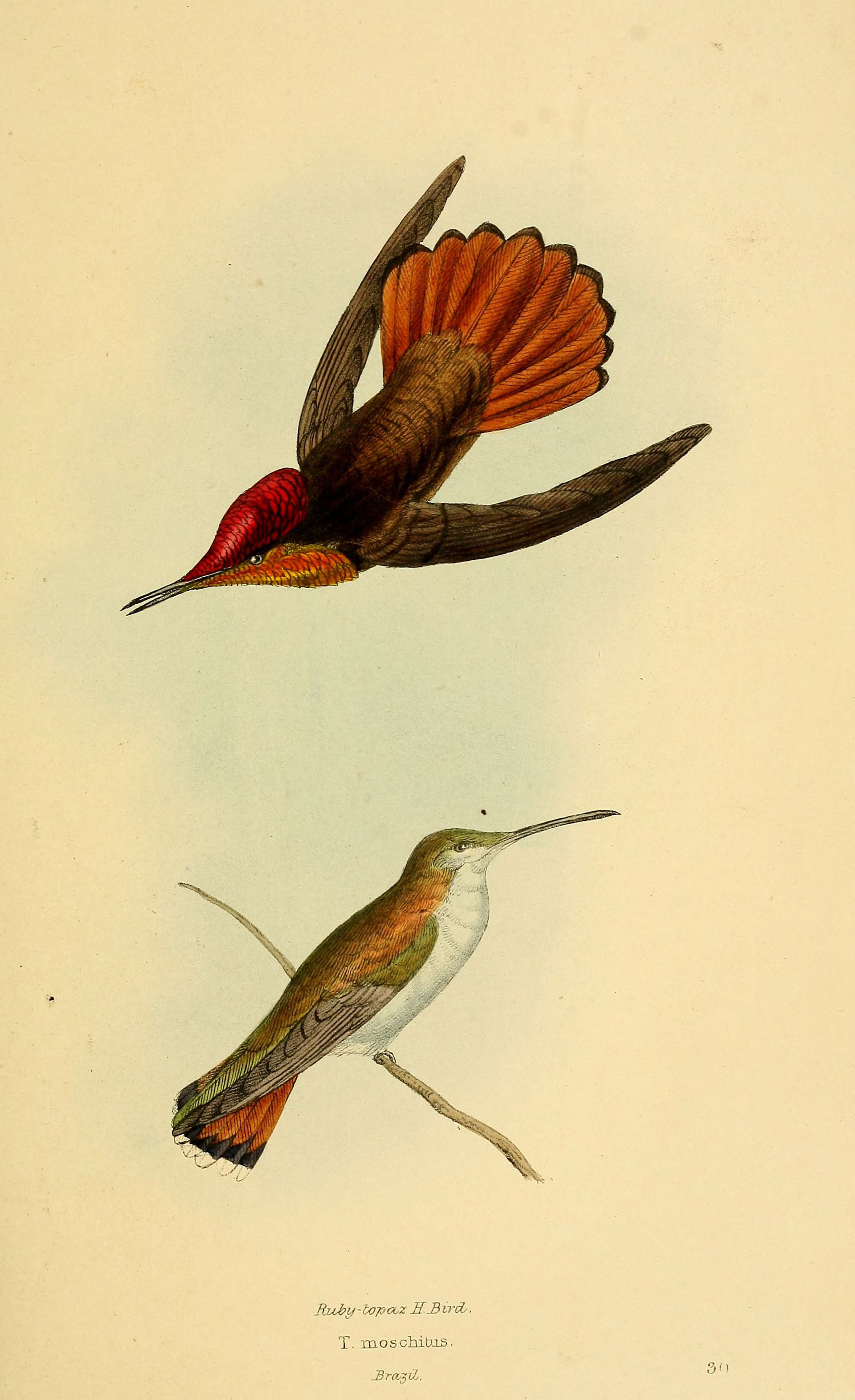
Chrysolampis mosquitus
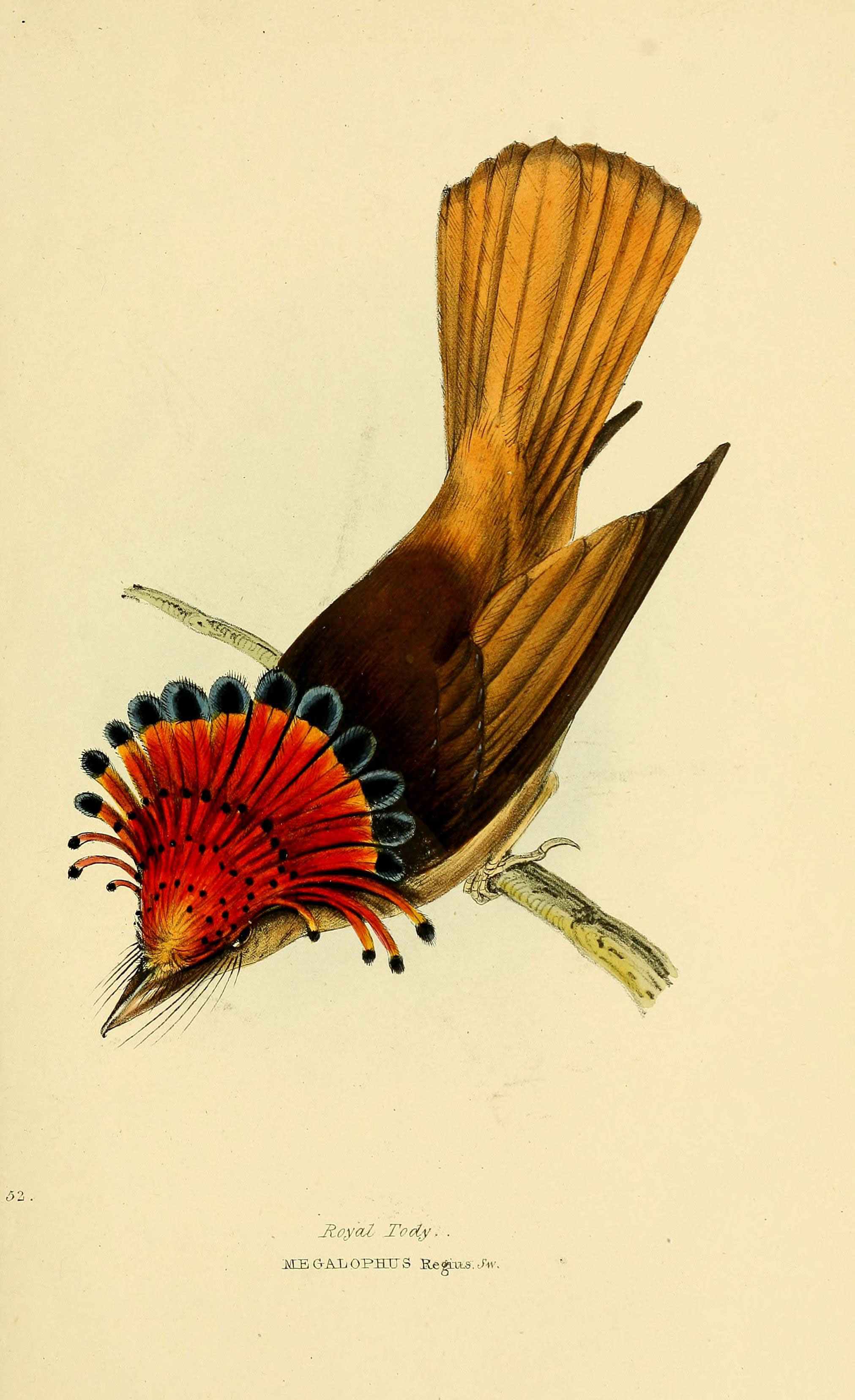
Onychorhynchus coronatus
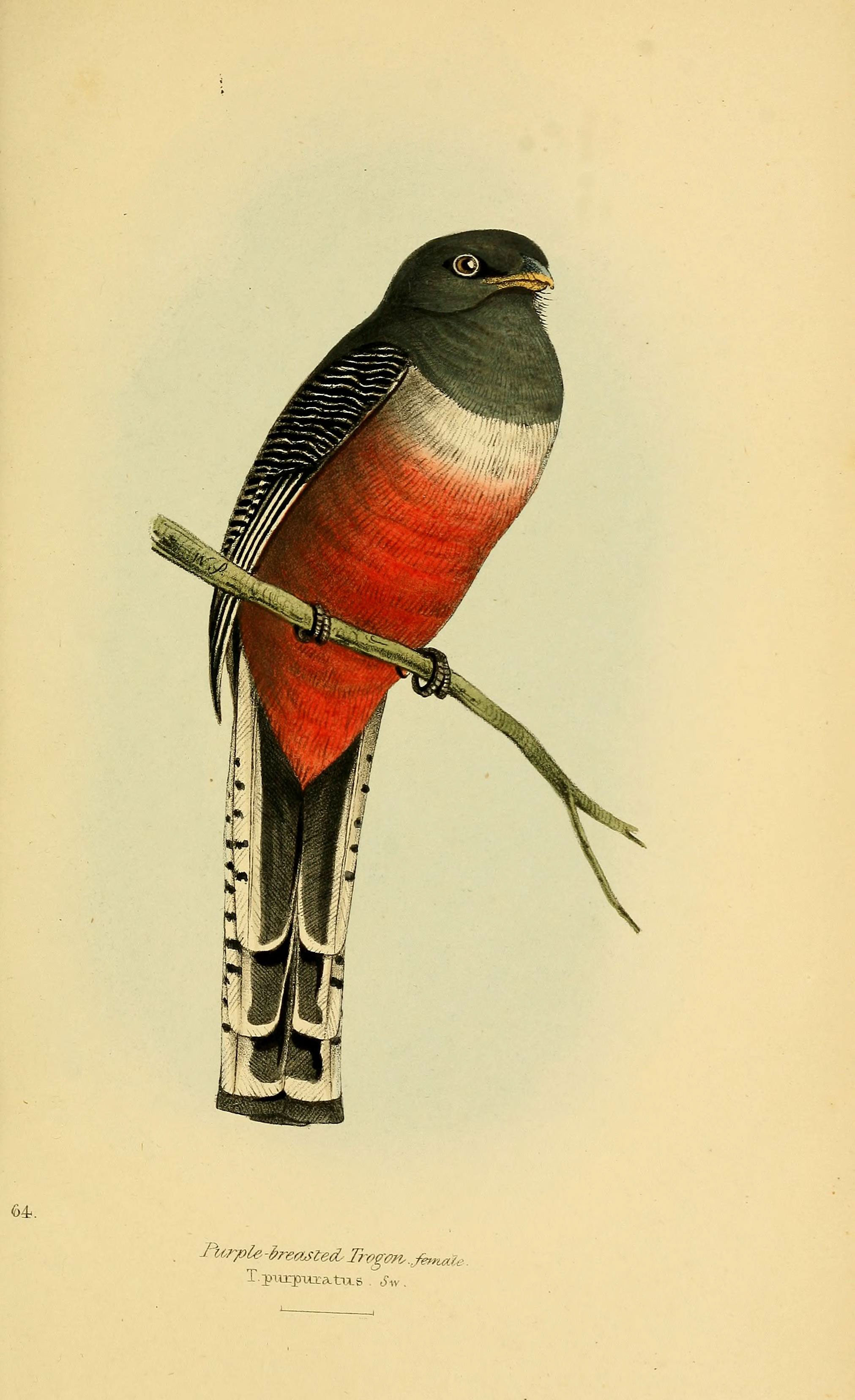
Trogon curucui

## Епоніми
На честь Свенсона названо декілька видів птахів:
- Limnothlypis swainsonii
- Канюк прерієвий (Buteo swainsoni)
- Francolinus swainsonii
- Passer swainsonii
- Myiarchus swainsoni
- Ramphastos swainsonii
- Дрізд-короткодзьоб Свенсона (Catharus ustulatus)